# Hazel Dickens
Hazel Dickens, (Montcalm, 1935. június 1. vagy 1925. június 1. – Washington, 2011. április 22.) amerikai bluegrass énekes, dalszerző, nagybőgős, gitáros, bendzsós.
Hazel Dickens zenéjét nemcsak magasztos, eredeti énekstílusa jellemezte, hanem provokatív, szakszervezet-párti, feminista dalai is. John Pietaro kulturális blogger megjegyezte, hogy „Dickens nemcsak a munka himnuszait énekelte, hanem meg is élte azokat, számos sztrájkőségben elfoglalta helyét, a lövöldözés és a bandák elleni harcot látva meg is énekelte azokat.” A The New York Times „a szénbányászok és a munkások harsány hangú szószólójaként, valamint a bluegrass zene női úttörőjeként” magasztalta.
Alice Gerrarddal Dickens volt az elsők között volt az nő, aki bluegrass albumot készített. 2017-ben − Gerrarddal együtt − posztumusz beiktatták az International Bluegrass Music Hall of Fame-be.

## Pályafutása
Tizenegy testvér között nyolcadik volt egy bányászcsaládban, amelyben 6 fiú és 5 lány volt. Hazel rokonai közül sokan bányászok voltak, köztük testvérei, unokatestvérei és még a sógorai is. Apja egy egyszerű baptista gyülekezet lelkésze volt, és bendzsón játszott.
Miután Hazel legidősebb nővére az 1940-es években Baltimore-ba költözött, Hazel és szülei úgy döntöttek, hogy követik a példáját. Az 1950-es években egy gyárban kaptak munkát. Mike Seegerrel, − Pete Seeger öccsével − és a New Lost City Ramblers alapító tagjával a bátyján, Roberten keresztül ismerkedett meg, akivel egy tuberkulózis-kórházban találkozott. Pete Seeger akkoriban dolgozott.
Dickens és Seeger az 1960-as években a Baltimore-Washington környéki bluegrass- és folkzenei színpadokon, majd később bárokban játszottak Bob Baker bluegrass zenekarával. A zenekar hagyományos a dallamok és a kortárs bluegrass zene keverékét játszotta, amelyet olyan együttesek népszerűsítettek, mint a The Stanley Brothers, a Flatt & Scruggs és a Bill Monroe.
Dickens és Seeger 1958 körül hagyták el Baker zenekarát.
Ez idő alatt Hazel együttműködési kapcsolatba került Alice Gerrarddal is, aki 1970-ben feleségül ment Mike Seegerhez. Dickens és Alice Gerrard bluegrass zenekarvezetők voltak, miközben a bluegrass zenekarok túlnyomó többségét férfiak vezették. Együtt két albumot vettek fel a Rounder Recordsnál, de a Hazel & Alice 1976-ban feloszlott. Dickens szólókarrierbe kezdett, zenéje és dalszerzése politikaibbá vált. Zenéjével megpróbált változást hozni a szakszervezeten kívüli bányászok és feministák életében. Elkezdett több szőveget írni a bányászok életéről. Írt egy dalt „Black Lung” címmel testvéréről, Thurmanról, aki belehalt egy betegségbe. Írt egy dalt „Coal Mining Women” címmel a szénbányászati világban élő nők nehézségeiről. 1978-ban fellépett a Vandalia Gatheringen Charlestonban, Nyugat-Virginiában, mind szólóban, mind pedig a korábbi szénbányászból lett zenésszel, Carl Rutherforddal.
Dickenst politikai aktivistaként és a dolgozó emberek szószólójának kezdték tekinteni.
2011-ben egy washingtoni hospice-intézetben halt meg tüdőgyulladása szövődményeiben. A Nyugat-Virginia-i Princetonban, a Roselawn Memorial Gardensben temették el. Halála után a média tévesen azt írta, hogy 1935. június 1-jén született, de rokonai és nyilvános iratai megerősítették a korábbi, 1925. június 1-jei születési dátumot.
Aktivizmusának rajongói és támogatói különleges megemlékezést hírdettek meg a zenei legenda előtt tisztelegve a nyugat-virginiai Charleston Cultural Centerben 2011. június 5-re.

## Lemezek

### EP-k
- They'll Never Keep Us Down (1976)
- Busted / Old Calloused Hands (1980)

### Szóló albumok
- Hard Hitting Songs for Hard Hit People (1980)
- By the Sweat of My Brow (1983)
- It's Hard to Tell the Singer From the Song (1987)
- A Few Old Memories (1987 – Compilation)

### Alice Gerrard(wd)-dal
- Who's That Knocking (1965)
- Strange Creek Singers (1970) – „Strange Creek Singers”, with Mike Seeger, Tracy Schwarz, Lamar Grier
- Won't You Come & Sing for Me (1973)
- Hazel & Alice (1973)
- Hazel Dickens and Alice Gerrard (1976)
- Hazel Dickens & Alice Gerrard – Pioneering Women of Bluegrass (1996)
- Sing Me Back Home: The DC Tapes, 1965-1969 (2018)

### Egyebek
- Carol Elizabeth Jones & Ginny Hawker (1998)
- Come All You Coal Miners (1973)
- They'll Never Keep Us Down: Women's Coal Mining Songs (1984)
- Matewan: Original Soundtracks (1987)
- Don't Mourn—Organize!: Songs of Labor Songwriter Joe Hill
- Live Recordings 1956–1969: Off the Record Volume 1 (1993)
- Coal Mining Women (1997)
- Songcatcher: Music From And Inspired By The Motion Picture (2001)

## Filmek
- Hazel Dickens szerepelt az Oscar-díjas Harlan County című dokumentumfilmben (R.: Barbara Kopple (1976), amely a megyei bányászszakszervezet küzdelmét mutatja be a bányászok a bérjogok érkdekében, és gyalázatos egészségügyi állapotok ellen. Négy dallal járult hozzá a film film zenéjéhez.
- Matewan (1987). R.: John Sayles
- Songcatcher (2000). R.: Maggie Greenwald
- Hazel Dickens: It's Hard to Tell the Singer from the Song (2001). R.: Mimi Pickering (dokumentumfilm)
- Radical Harmonies (2002). R.: Dee Mosbacher (interjú-film)

## Díjak
- 1994: International Bluegrass Music Association. Az első nő volt, aki ezt megkapta.
- 2001: a NEA – National Endowment for the Arts tüntette ki.

## Fordítás
- Ez a szócikk részben vagy egészben  a   Hazel Dickens című angol Wikipédia-szócikk ezen változatának fordításán alapul.  Az eredeti cikk szerkesztőit annak laptörténete sorolja fel. Ez a jelzés csupán a megfogalmazás eredetét és a szerzői jogokat jelzi, nem szolgál a cikkben szereplő információk forrásmegjelöléseként.